# Volvo V40
Для оригінальних Volvo V40 які продавалися з кінця 1990-х до 2004 року, див. Volvo S40
Volvo V40 — п'ятидверний хетчбек компактного класу від Volvo Cars, що виготовлявся з 2012 по 2019 рік.
Всього виготовлено 667 530 автомобілів.

## Опис

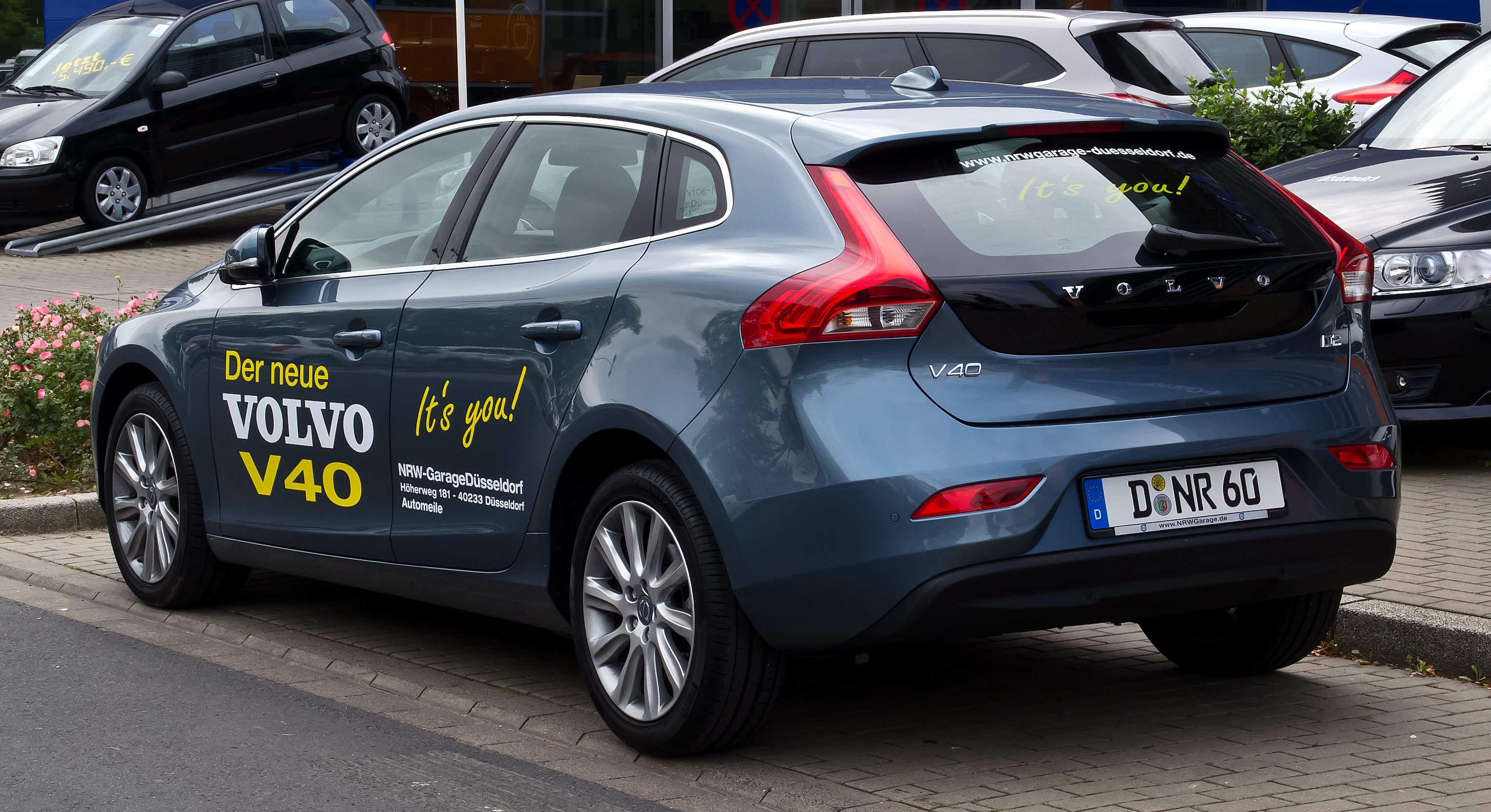
Volvo V40 (з 2012)

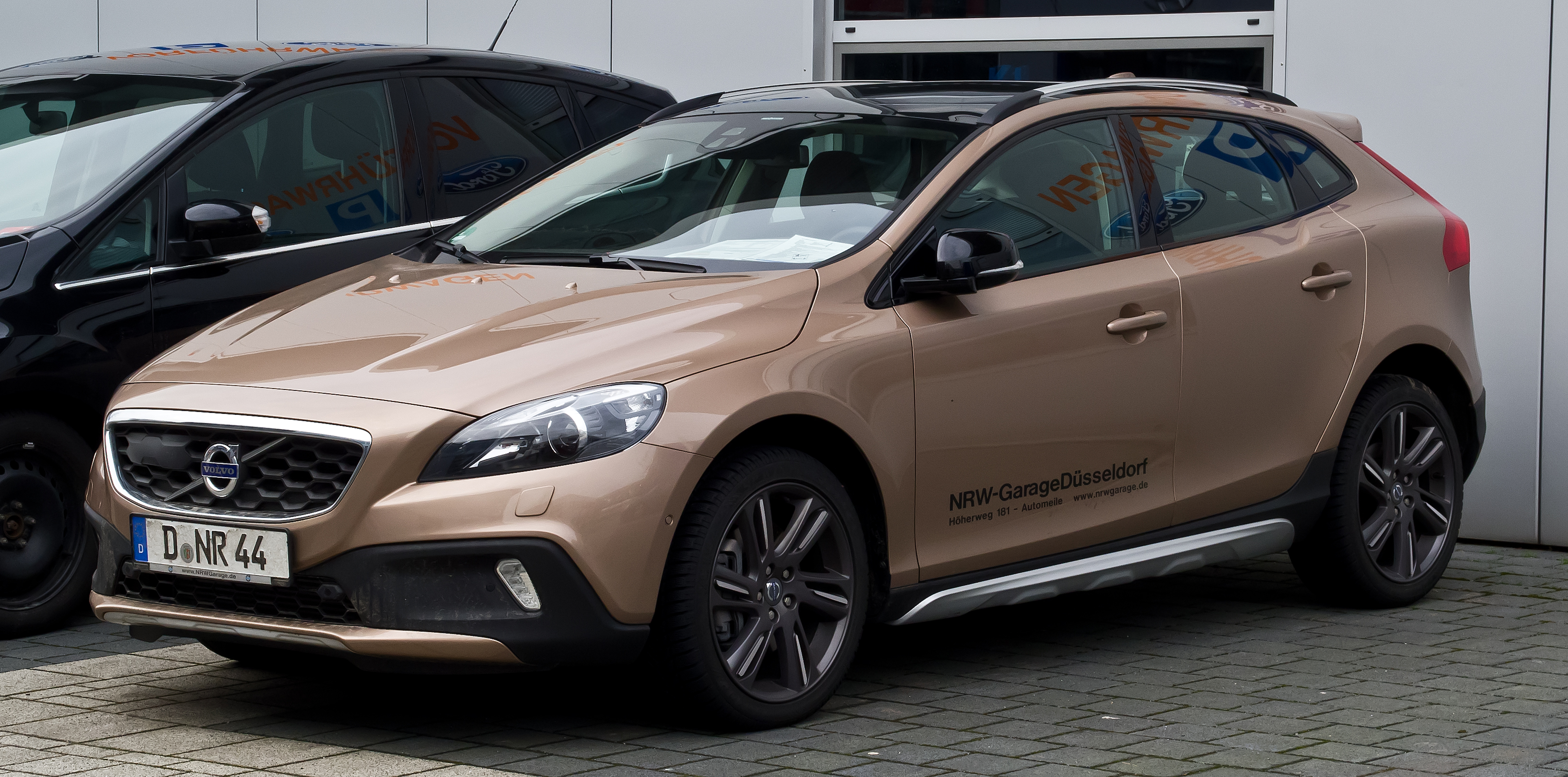
Volvo V40 Cross Country

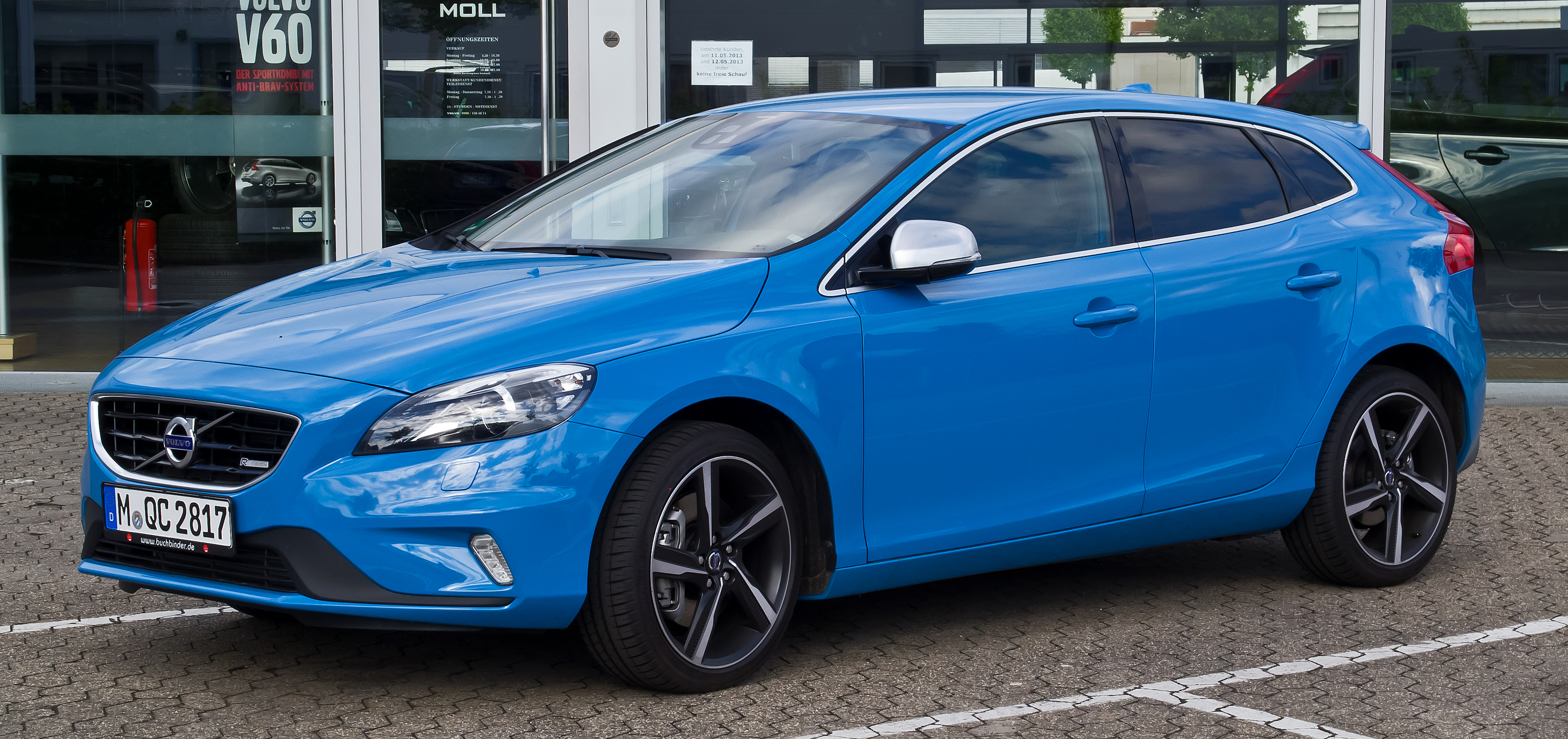
Volvo V40 R-Design

Volvo V40 вперше був представлений на Женевському автосалоні 2012 року . Він замінив Volvo S40 в кузові седан і універсал Volvo V50. Продажі в Європі почалися в травні 2012 року, а у Великій Британії - в серпні.
Volvo V40 також остання машина, дизайн якої становив Пітер Хорбері. Тепер він пішов працювати дизайнером в материнську компанію Volvo Geely.
Автомобіль побудований на платформі Ford C1, на якій також побудований Volvo C30. Двигуни перекочували з інших моделей Volvo. Крім того, V40 буде мати системи City Safety, яка дозволить запобігати аваріям на швидкості до 50 км/год, і Pedestrian Detection, вона здатна виявляти пішоходів і автоматично гальмувати, коли вони кидаються під колеса. Також автомобіль буде оснащуватися системою контролю мертвих зон та контролю за рухом по смугах. Крім того, його почнуть оснащувати функцією автоматичного паркування та подушки безпеки не тільки для пасажирів і водія, але і для пішохода.

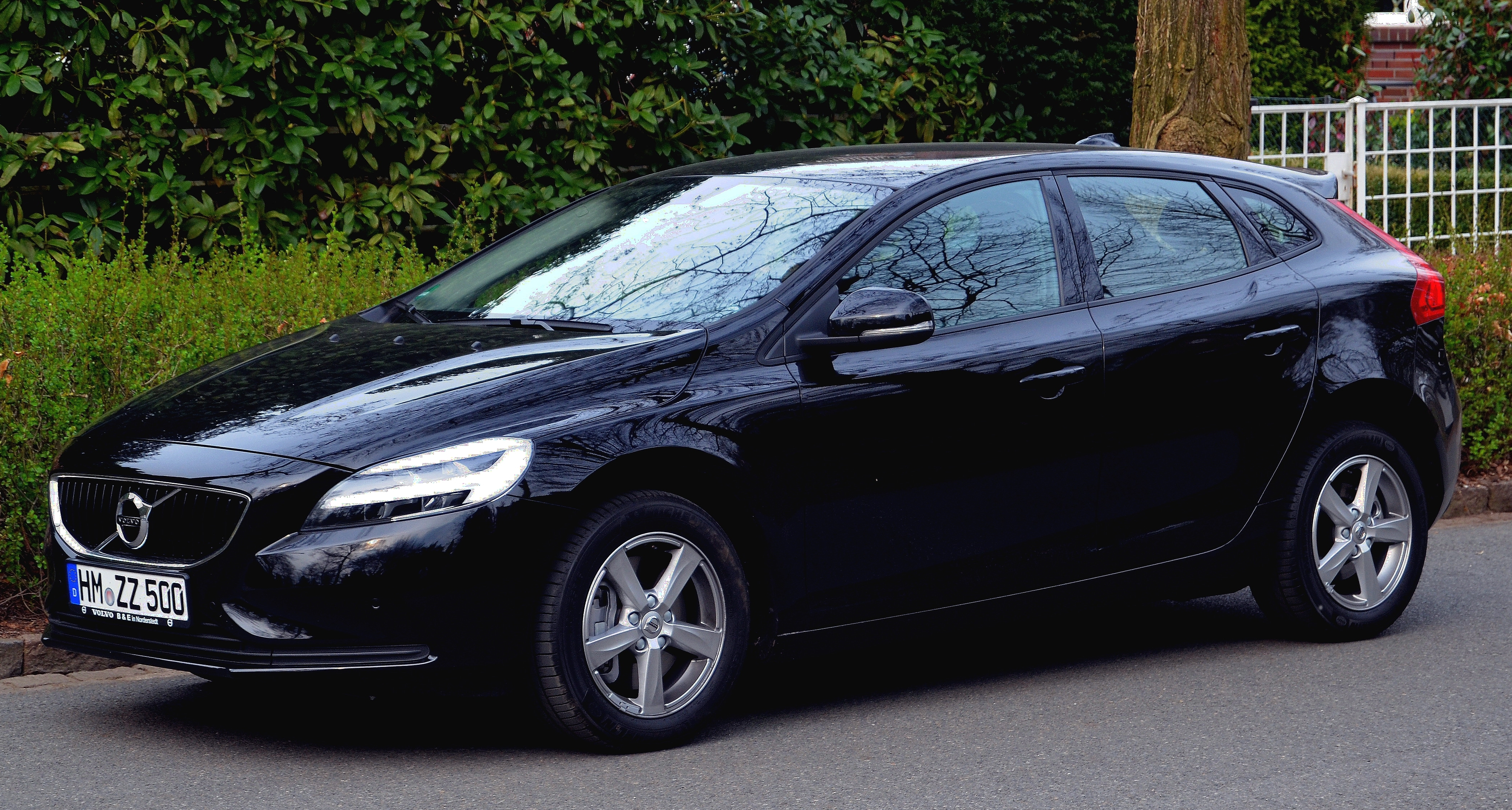
Volvo V40 (2016-2019)

## V40 Cross Country
На Паризькому автосалоні 2012 року представлено Volvo V40 Cross Country стилізований під позашляховик, який надійшов у продаж на початку 2013 року. Автомобіль комплектується переднім приводом, хоча є повноприводна модифікація з двигуном 2,5 л T5 потужністю 254 к.с.

## V40 R-Design
На початку 2013 року, Volvo V40 має свою лінію спортивної продукції R-Design зі зміненим зовнішнім виглядом.

## Рестайлінг 2016

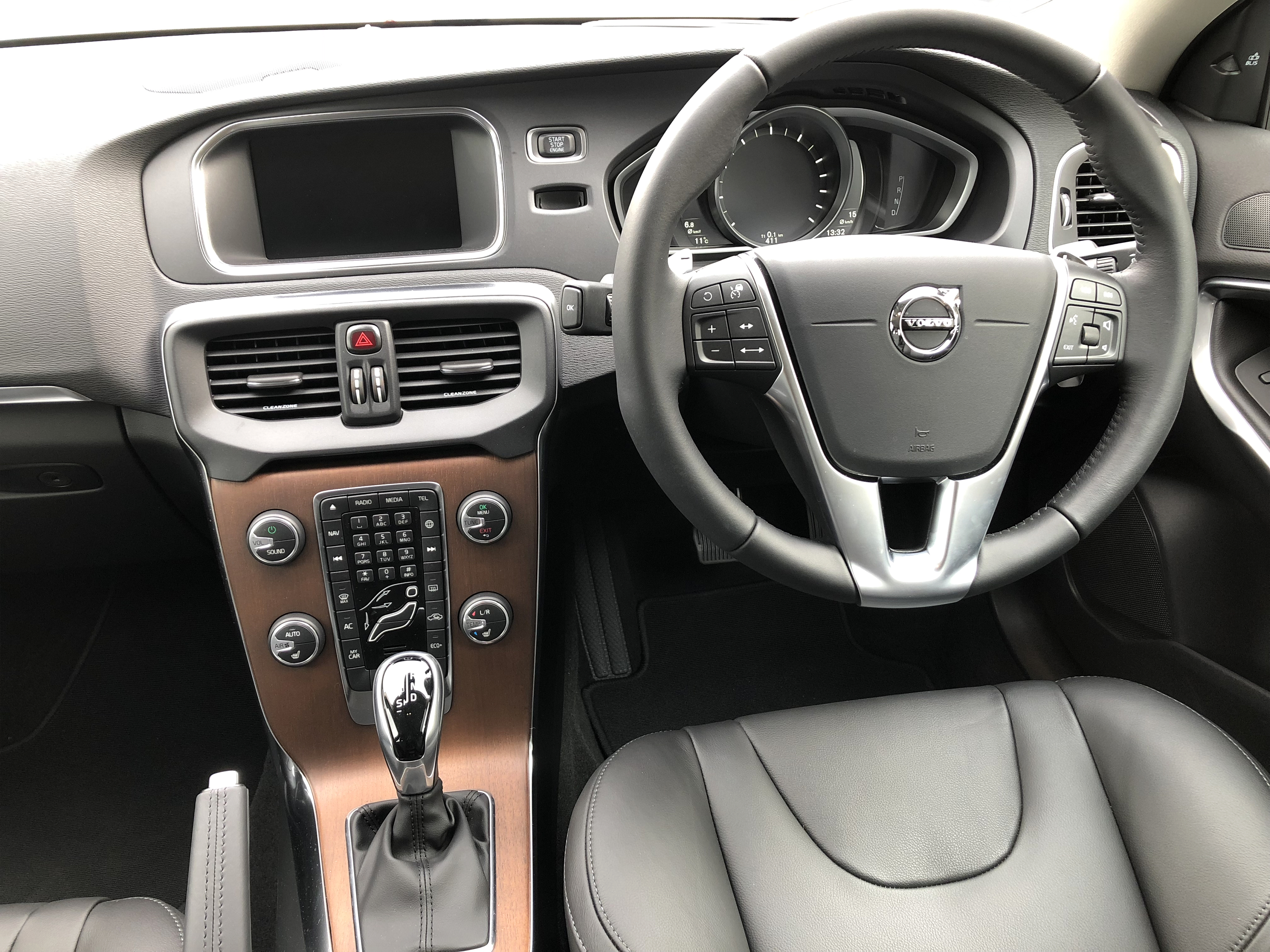
Салон

В ході оновлення 2016 року було змінено модельний ряд хетчбеку. Якщо раніше покупець міг обирати між моделей ES, SE, SE Lux, R-Design і R-Design Lux, то після редизайну їм запропонували такі новинки, як: Momentum, Inscription, R-Design та R-Design Pro. Автовиробник, також, представив модель в стилі кросовер Cross Country V40, яка існує у версіях Cross Country і Cross Country Pro. Усі зазначені моделі мають непоганий перелік базового обладнання. Окремо слід згадати про систему «City Safety», яка убезпечить Вас від аварійної ситуації в межах міста, оскільки обмежувач зменшить швидкість автомобіля в разі перевищення ліміту. Автомобіль V40 оснащений системою супутникової навігації минулого покоління. Нею не зручно користуватись, оскільки потрібно постійно провертати джойстик та натискати на велику кількість кнопок. Сама по собі вона працює, звісно, добре з чітким прокладанням маршруту, але екран, на якому відображається цей маршрут, замалий. При бажанні можна обрати опційну версію «Nav», але за неї доведеться доплатити. Обравши такий варіант, Ви отримаєте систему «Sensus Connect» від Volvo, яка забезпечить голосовим контролем, великим 7-дюймовим екраном, жорстким диском для зберігання музики, Інтернет браузером та можливістю отримувати оновлення в режимі реального часу. Автомобілі Volvo завжди славились якістю стерео системи і V40 не став винятком. Навіть стандартна система «High Performance» має відмінну глибину та чистоту звучання. Запропонована, як опція, система Harman Kardon на 130 ват, звісно, перевищує усі уявлення про якість звуку.

## Двигуни
Бензинові:
- T2 1.6 л I4
- T3 1.6 л I4
- T4 1.6 л I4
- T2 Drive-E 2.0 л I4
- T3 Drive-E 2.0 л I4
- T4 Drive-E 2.0 л I4
- T5 Drive-E 2.0 л I4
- T4 2.0 л I5
- T5 2.5 л I5

Дизельні:
- D2 1.6 л I4
- D3 2.0 л I5
- D4 2.0 л I5
- D4 Drive-E 2.0 л I4